# Kajdy család

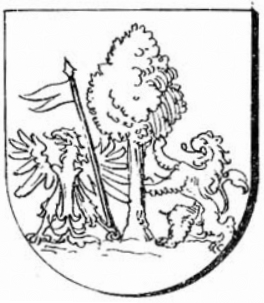
A Kajdy család címere

A Kajdy család (néhol: Kajdi, Kalydi, ritkán Kalydy) egy Északkelet-Magyarországon virágzott nemesi család. Birtokaik voltak Bereg, Szabolcs, Szatmár és Nógrád vármegyékben.

## A család története
Eredete a jelenleg ismert források alapján nem beazonosítható. Kajd nevű település létezett Vas megyében (ma Tanakajd), ahol a 14-15. századi okiratokban találkozunk de Kayd nevet viselőkkel, azonban ezek és a kora újkorban Északkelet-Magyarországon elterjedt Kajdyak között az esetleges kapcsolat egyelőre nem ismert.
A 17. századtól tűnnek fel rendszeresen a birtokosok és a helyi politika szereplői között. Kajdy János (?-1670) szécsényi seregbíró volt 1655-1663 között. Ezután 1666-1670 között Nógrád vármegye egyik szolgabírája, valószínűleg szintén a szécsényi járásban. 1667-től Pest-Pilis-Solt, 1668-tól pedig Heves-Külső-Szolnok vármegye egyik esküdtje is volt.
Valószínűleg az ő fia lehetett az a Kajdy István, aki 1697-ben Bereg vármegye egyik szolgabírája. 1703-ban Rákóczi mellé állt, kinek ezredese lett, számos csatájában részt vett, és a szabadságharc idejéből származó levelei is fennmaradtak   A szabadságharc bukása után Bereg vármegye alispánja lett, legalább 1728-ig.
Kajdy István Bereg vármegye alispánja volt 1748 táján. Az ő rokona Kajdy Benjámin, akinek a neje, Görgey Katalin asszony volt. Özvegy Kajdy Benjáminné Görgey Katalin 1767-ben Mária Terézia magyar királynő korában Bereg vármegyében 5 településen volt földbirtokos; Maszárfalván, Csomán, Nagyalmáson, Mezőgecsén, valamint Nagyborzsován földet bírt. Összesen 296 úrbéri holdjuk, 22 jobbágy, és 8 zsellér családjuk volt.
Kajdy Benjámin fia, Kajdy Lajos 1790-től Bereg vármegyében a tiszaháti járásban volt főszolgabíró. 1794. június 23.-án a "csomai" előnevet adományozta neki az uralkodó. 1807-ben Kajdy Lajos feleségül vette ludányi Bay Teréziát, a tekintélyes birtokokkal rendelkező ludányi Bay György és az ősrégi nemesi csébi Pogány családbeli csébi Pogány Mária lányát. 1804-ben épült késő barokk stílusban a mezőgecsei Kajdy féle kúria. Építtetője a helyi földbirtokos Kajdy Lajos; a kúria hat helyiségből állt. Az egykori mezőgecsei fatemploma helyett 1805. június 25.-én kelt királyi engedély alapján kezdte építeni a gyülekezet csomai Kajdy Lajos támogatásával kőtemplomát, mely 1817. szeptember 21.-én lett felszentelve Fazekas János lelkipásztorsága alatt. Miután házasságuk gyermektelen maradt, a csomai Kajdy ág alapítójával együtt ki is halt. Azonban Ferenc császár engedélyével Bay Terézia öccse, ludányi Bay György (1792–1849), királyi tanácsos, későbbi alországbíró, majd alnádor a ludányi mellé felvette a csomai előnevet is.
A 18. század és a 19. század során a Kajdy család egyik református ága Fehérgyarmaton földbirtokos volt.